# Agrotis subterranea
Agrotis subterranea är en fjärilsart som beskrevs av Fabricius 1794. Agrotis subterranea ingår i släktet Agrotis och familjen nattflyn. Inga underarter finns listade i Catalogue of Life.

## Bildgalleri

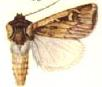